# Bonifácio Zurowski
Bonifácio Zukowski, foi um frei franciscano polonês que nasceu no ano de 1913 em  Baran-Rapa. Durante a Segunda Guerra Mundial ele foi morto pelos nazistas no campo de concentração de Auschwitz. O Papa João Paulo II em 1991, aprovou a sua beatificação, juntamente com os 108 mártires da Segunda Guerra Mundial.

## Nascimento e juventude
Bonifácio Zukowski era um dos quatro filhos de Andrzej e Albina, ele nasceu no dia 13 de Janeiro de 1913 em Baran-Rapa. Foi para a escola em Rudowsia, onde completou 4 anos do ensino fundamental e nos anos seguintes, ficou na casa da família, ajudando seus pais no trabalho agrícola.
Com a idade de dezessete anos, ele tomou a decisão de entrar na Ordem dos Frades Menores Conventuais. Em 9 de setembro de 1930 chega a Niepokalanów, onde inicia o noviciado religioso no dia 14 de junho de 1931. Depois de terminar o noviciado, em 16 de julho de 1932, fez os primeiros votos e recebeu o nome de religioso Bonifácio. Em 2 de agosto de 1935 , ele fez seus votos perpétuos.
O Irmão Bonifácio passou toda a sua vida religiosa no mosteiro de Niepokalanów, empenhando-se no apostolado da palavra impressa. Os seus superiores confiaram-lhe várias funções de responsabilidade, como na tipografia do Cavaleiro da Imaculada (uma revista mensal) e no Corpo dos Bombeiros.

## Segunda Guerra Mundial
Após a eclosão da Segunda Guerra Mundial, Frei Bonifácio permaneceu no Mosteiro de Niepokalanów, embora tenha tido a oportunidade de sair e procurar um abrigo mais seguro. Arriscando a própria vida, ele protegeu o equipamento de impressão contra roubo ou dano. Em 14 de outubro de 1941, ele e 6 de seus confrades foram presos pela Gestapo na prisão de Pawiak.
Levado para o campo de concentração alemão Auschwitz, foi registrado como o número 25447. No acampamento, ele foi enviado para trabalhar no transporte de materiais de construção; onde também trabalhou na demolição de edifícios danificados, cavando cascalho, cobrindo telhados e disfarçando sueco. Bastante espancado, ele tentou suportar seus sofrimentos com espírito de fé. As condições difíceis do acampamento, a fome e o frio fizeram com que ele contraísse uma pneumonia. Depois de uma estadia de duas semanas no hospital do campo, ele morreu no dia 10 de abril de 1942.[carece de fontes?]

## Beatificação
Foi beatificado, pelo Papa João Paulo II, em 13 de Junho de 1999 entre os 108 mártires da II Guerra Mundial.